# Mari Români

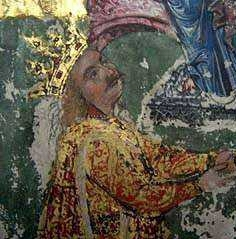
Estevão, o Grande, o vencedor do concurso

Em 2006, a Televisão Romena (Televiziunea Română, TVR) realizou uma votação para determinar qual o público em geral considera os 100 maiores romenos de todos os tempos, numa versão do programa de TV britânico, 100 maiores britânicos. A série resultante, "Grandes Romenos"("Mari Români"), incluídos os programas individuais sobre os dez primeiros, com os espectadores com mais oportunidades para votar depois de cada programa. Em 21 de outubro, após a conclusão de um debate, a TVR anunciou que o "Maior Romeno de todos os tempos", segundo a votação foi: Estêvão, o Grande.

## 1-100
1. Estêvão, o Grande (c. 1433 – 1504), Estêvão III da Moldávia
2. Carlos I da Romênia (1839 – 1914) - 5º e último "Domnitor" ou príncipe dos Principados Unidos da Valáquia e Moldávia (1866 - 1881) e 1º Rei da Romênia da dinastia Hohenzollern-Sigmaringen (1881 - 1914), após o país adquirir a independência total, sob sua liderança
3. Mihai Eminescu (1850 – 1889) - foi o mais importante e conhecido poeta da literatura romena. É o poeta nacional da Romênia e da República da Moldávia.
4. Mihai Viteazul (1558 – 1601) - 84º Príncipe da Valáquia (1593-1600), que conseguiu a primeira união da Valáquia, Transilvânia e Moldávia (os três principados mais habitados por romenos)
5. Richard Wurmbrand (1909 – 2001) - Ministro Cristão Luterano, autor e educador, que cumpriu uma pena de 14 anos na prisão comunista
6. Ion Antonescu (1882 – 1946) - o primeiro-ministro e líder do país durante a Segunda Guerra Mundial
7. Mircea Eliade (1907 – 1986) - pesquisador e professor de história das religiões, Orientalista e romancista
8. Alexandre João Cuza (1820 – 1873) - foi o 1º "Domnitor" ou príncipe dos Principados Unidos da Valáquia e Moldávia após a união da Moldávia e Valáquia, em 1859, suas reformas iniciaram a modernização da Roménia
9. Constantin Brâncuşi (1876 – 1957) - famoso escultor moderno
10. Nadia Comăneci (1961 – ) - ginasta, vencedora de cinco medalhas olímpicas de ouro, e a primeira, a que foi atribuída uma pontuação perfeita de 10, em um evento olímpico de ginástica
11. Nicolae Ceauşescu (1918 – 1989) - último presidente comunista da Romênia
12. Vlad III, o Empalador (1431 – 1476) - 29º, 32º e 41º Príncipe da Valáquia nos respectivos períodos: (1448), (1456-1462) e (1476).
13. Gigi Becali (1958 – ) - político e empresário. Membro do Parlamento Europeu (2009-2014) pela Romênia, Presidente do PNGCD, Partido da Nova Geração – Democrata cristão. Durante a infância e adolescência, Becali foi um defensor do Dínamo de Bucareste.
14. Henri Coandă (1886 – 1972) - inventor e pioneiro na aerodinâmica
15. Gheorghe Hagi (1965 – ) - jogador de futebol
16. Ion Luca Caragiale (1852 – 1912) - dramaturgo e contista
17. Nicolae Iorga (1871 – 1940) - historiador, escritor e político
18. Constantin Brâncoveanu (1654 – 1714) - 111º Príncipe da Valáquia (1688-1714)
19. George Enescu (1881 – 1955) - compositor e músico
20. Gregorian Bivolaru (1952 – ) - fundador da MISA, organização de yoga
21. Mirel Rădoi (1980 – ) - jogador de futebol
22. Corneliu Zelea Codreanu (1899 – 1938) - Líder da guarda de ferro romena, movimento político de massas na década de 30.
23. Nicolae Titulescu (1882 – 1941) - diplomata, presidente da Liga das Nações
24. Fernando I da Romênia (1865 – 1927) - Rei da Roménia, durante a I Guerra Mundial
25. Miguel I da Romênia (1921 – 2017) - último Rei da Roménia antes do período comunista
26. Decébalo (87 – 106) - último Rei da Dácia antes da conquista romana
27. Traian Băsescu (1951 – ) - político, atual presidente da Roménia
28. Gheorghe Mureşan (1971 – ) - Jogador de basquete da NBA
29. Ion I. C. Brătianu (1864 – 1927) - político liberal, o primeiro-ministro da Roménia por cinco mandatos
30. Răzvan Lucescu (1969 – ) jogador de futebol e gerente do clube de futebol
31. Nicolae Paulescu (1869 – 1931) - fisiologista, o descobridor da insulina
32. Iuliu Maniu (1873 – 1953) - político
33. Iuliu Hossu (1885 – 1970) - Bispo greco-católico, vítima do regime comunista
34. Emil Cioran (1911 – 1995) - filósofo, escritor e ensaísta
35. Avram Iancu (1824 – 1872) - líder da revolução de 1848 na Transilvânia
36. Burebista (? – 44 BC) - Rei da Dácia
37. Maria (1875 – 1938) - Rainha da Romênia
38. Petre Țuțea (1902 – 1991) - filósofo, vítima do regime comunista
39. Corneliu Coposu (1914 – 1995) - político, vítima do regime comunista
40. Aurel Vlaicu (1882 – 1913) - inventor, pioneiro da aviação
41. Iosif Trifa (1888 – 1938) - Sacerdote ortodoxo oriental, fundador da "Oastea Domnului" ("Exército do Senhor"), organização cristã
42. Nichita Stănescu (1933 – 1983) - poeta e ensaísta
43. Ion Creangă (1837 – 1889) - escritor
44. Mădălina Manole (1967 – 2010) - cantora pop
45. Corneliu Vadim Tudor (1949 – ) - político fortemente nacionalista, escritor e jornalista, fundador e líder do partido da Grande Romênia
46. Traian Vuia (1872 – 1950) - inventor, pioneiro da aviação
47. Lucian Blaga (1895 – 1961) - poeta, dramaturgo e filósofo
48. George Emil Palade (1912 – 2008) - biólogo celular, ganhador do Prêmio Nobel de Fisiologia ou Medicina (1974)
49. Ana Aslan (1897 – 1988) - biólogo, médico e inventor, o autor da pesquisa fundamental em gerontologia
50. Adrian Mutu (1979 – ) - jogador de futebol
51. Florin Piersic (1936 – ) - ator de teatro e cinema
52. Mihail Kogălniceanu (1817 – 1891) - político e historiador, primeiro-ministro dos Principados Unidos da Roménia
53. Iancsi Korossy (1926 – ) - instrumentista de jazz
54. Dimitrie Cantemir (1673 – 1723) - Príncipe da Moldávia e homem de letras prolífico.
55. Ilie Năstase (1946 – ) - jogador de tênis
56. Gheorghe Zamfir (1941 – ) - músico, pan flautista
57. Gică Petrescu (1915 – 2006) - músico, compositor e cantor de música folk e pop
58. Elisabeta Rizea (1912 – 2003) - partidária anti-comunista
59. Bulă (fictional) - o personagem principal de piadas romenas
60. Amza Pellea (1931 – 1983) - ator de teatro e cinema
61. Matei Corvin  (1443 (?) – 1490) - Rei da Hungria
62. Mircea I (1355 – 1418) - Príncipe da Valáquia
63. Titu Maiorescu (1840 – 1917) - crítico literário e político
64. Toma Caragiu (1925 – 1977) - ator de teatro e cinema
65. Mihai Trăistariu (1979 – ) - cantor pop
66. Andreea Marin (1974 – ) - apresentador de TV
67. Emil Racoviţă (1868 – 1947) - biólogo, espeleólogo e explorador da Antártica
68. Victor Babeş (1854 – 1926) - biólogo e um dos primeiros bacteriologistas, um dos fundadores da microbiologia
69. Nicolae Bălcescu (1819 – 1852) - líder da Revolução Valaquiana de 1848
70. Horia-Roman Patapievici (1957 – ) - escritor e ensaísta
71. Ion Iliescu (1930 – ) - primeiro Presidente da Romênia após a revolução de 1989
72. Marin Preda (1922 – 1980) - romancista
73. Eugen Ionescu (1909 – 1994) - dramaturgo, um dos fundadores do teatro do absurdo
74. Dumitru Stăniloae (1903 – 1993) - padre ortodoxo oriental e teólogo
75. Alexandru Todea (1905 – 2002) - Bispo greco-católico, vítima do regime comunista
76. Tudor Gheorghe (1945 – ) - cantor e ator de teatro
77. Ion Țiriac (1939 – ) - tenista e empresário
78. Ilie Cleopa (1912 – 1998) - Ortodoxo Oriental arquimandrita
79. Arsenie Boca (1910 – 1989) - Padre ortodoxo oriental e teólogo, vítima do regime comunista
80. Bănel Nicoliţă (1985 – ) - jogador de futebol
81. Dumitru Cornilescu (1891 – 1975) - Ortodoxo Oriental, posteriormente, pastor protestante, traduziu a Bíblia para a língua romena, em 1921
82. Grigore Moisil (1906 – 1973) - matemático e pioneiro da computação
83. Claudiu Niculescu (1976 – ) - jogador de futebol
84. Florentin Petre (1976 – ) - jogador de futebol
85. Marius Moga (1981 – ) - compositor e cantor de música pop
86. Nicolae Steinhardt (1912 – 1989) - escritor
87. Laura Stoica (1967 – 2006) - cantora de pop e rock, compositora e atriz
88. Cătălin Hâldan (1976 – 2000) - jogador de futebol
89. Anghel Saligny (1854 – 1925) - engenheiro
90. Ivan Patzaichin (1949 – 2021) - canoista de velocidade que ganhou sete medalhas olímpicas
91. Maria Tănase (1913 – 1963) - cantor de música tradicional e popular
92. Sergiu Nicolaescu (1930 – ) - cineasta, ator e político
93. Octavian Paler (1926 – 2007) - ensaísta
94. Eroul Necunoscut - O Soldado Desconhecido
95. Ciprian Porumbescu (1853 – 1883) - compositor
96. Nicolae Covaci (1947 – ) - fundador da banda de Rock Transsylvania Phoenix (Pasărea Phoenix)
97. Dumitru Prunariu (1952 – ) - primeiro astronauta romeno
98. João Corvino (c. 1387 – 1456) - Voivoda of Transilvânia, capitão-geral e regente do Reino da Hungria
99. Constantin Noica (1909 – 1987) - filósofo e ensaísta
100. Badea Cârţan (1849 – 1911) - um pastor que lutou pela independência dos romenos da Transilvânia (então sob domínio do Império Austro-Húngaro)